# Оксалат нептуния(IV)
Оксалат нептуния(IV) — неорганическое соединение,
соль нептуния и щавелевой кислоты 
с формулой Np(C2O4)2,

слабо растворяется в воде,
образует кристаллогидраты — зелёные кристаллы.

## Получение
- Осаждение щавелевой кислотой растворов нептуния(IV):

{\displaystyle {\mathsf {NpCl_{4}+2H_{2}C_{2}O_{4}\ {\xrightarrow {}}\ Np(C_{2}O_{4})_{2}\cdot 6H_{2}O\downarrow +4HCl}}}

## Физические свойства
Оксалат нептуния(IV) образует кристаллогидрат состава Np(C2O4)2•6H2O — зелёные кристаллы.
Не растворяется в воде и ацетоне.

## Химические свойства
- Разлагается при нагревании:

{\displaystyle {\mathsf {Np(C_{2}O_{4})_{2}\ {\xrightarrow {400^{o}C}}\ NpO_{2}+2CO_{2}+2CO}}}

## Применение
- Промежуточный продукт при очистке нептуния.